# Датчик температури
Давачі температури — датчики для фіксації (вимірювання) температури. Використовуються для контролю теплових режимів роботи котлоагрегатів, сушильних установок, деяких вузлів тертя машин.
Розрізняють:
- Манометричні термометри
- Терморезистори
- Термопари
- Термометр опору